# Niederottersbach
Niederottersbach ist ein Ortsteil der Gemeinde Eitorf im Rhein-Sieg-Kreis. Im Ort gibt es zwei Gaststätten, eine Schreinerei, einen Steinmetz, ein Busunternehmen und eine Großbäckerei.

## Lage
Der Ort Niederottersbach liegt im Ottersbachtal und an den Steigungen des Nutscheid. Nachbarorte im Uhrzeigersinn sind Ringenstellen, Neuenhof, Gerressen, Köttingen, Wilbertzhohn und Mittelottersbach. Nördlich des Ortes mündet der Rieferather Bach in den Ottersbach.

## Geschichte
1885 hatte Niederottersbach zehn Häuser mit 67 Einwohnern.
1925 waren hier elf Haushalte verzeichnet.